# گوندرسوایلر
گوندرسوایلر (به آلمانی: Gundersweiler) یک شهر در آلمان است که در دنرسبرگکرایس واقع شده‌است. گوندرسوایلر ۵۳۴ نفر جمعیت دارد.